# Elio Castro
Elio Castro Guadarrama (ur. 26 lipca 1988 w San Juan Bautista Tuxtepec) – meksykański piłkarz występujący na pozycji środkowego obrońcy.

## Kariera klubowa
Castro jest wychowankiem klubu Santos Laguna z siedzibą w Torreón, jednak nigdy nie potrafił się przebić do pierwszego zespołu. Występował najwyżej w drugoligowych rezerwach, spędził także pół roku na wypożyczeniu w trzecioligowej ekipie Galeana Morelos z miasta Cuernavaca. Wobec braku szans na występy w najwyższej klasie rozgrywkowej, w lipcu 2009 przeniósł się do trzecioligowego zespołu Loros UdeC z siedzibą w Colimie, którego barwy reprezentował bez większych sukcesów przez kolejne trzy lata, przeważnie w roli podstawowego zawodnika. Jego udane występy zaowocowały transferem do grającego w drugiej lidze klubu Dorados de Sinaloa z miasta Culiacán; tam już w pierwszym, jesiennym sezonie Apertura 2012 jako kluczowy gracz linii defensywy dotarł do finału rozgrywek Ascenso MX, a także doszedł do finału pucharu Meksyku – Copa MX. Ogółem w barwach Dorados spędził półtora roku.
Wiosną 2014 Castro przeszedł do grającej w najwyższej klasie rozgrywkowej drużyny Club Tijuana, w ramach współpracy pomiędzy obydwoma klubami (Dorados i Tijuana posiadały wspólnego właściciela – Grupo Caliente). W Liga MX zadebiutował 10 stycznia 2014 w wygranym 1:0 spotkaniu z Américą.
| Sezon     | Klub               | Kraj   | Rozgrywki        | Mecze | Bramki |
| --------- | ------------------ | ------ | ---------------- | ----- | ------ |
| 2006/2007 | Santos Laguna 1a   | Meksyk | Ascenso MX       | 1     | 0      |
| 2007/2008 | Santos Laguna 2a   | Meksyk | Segunda División | 7     | 0      |
| 2007/2008 | Galeana Morelos    | Meksyk | Segunda División | 12    | 0      |
| 2008/2009 | Santos Laguna 1a   | Meksyk | Ascenso MX       | 17    | 0      |
| 2009/2010 | Loros UdeC         | Meksyk | Segunda División | 28    | 1      |
| 2010/2011 | Loros UdeC         | Meksyk | Segunda División | 17    | 0      |
| 2011/2012 | Loros UdeC         | Meksyk | Segunda División | 27    | 1      |
| 2012/2013 | Dorados de Sinaloa | Meksyk | Ascenso MX       | 25    | 0      |
| 2013/2014 | Dorados de Sinaloa | Meksyk | Ascenso MX       | 5     | 1      |
| 2013/2014 | Club Tijuana       | Meksyk | Liga MX          | 10    | 0      |
| 2014/2015 | Club Tijuana       | Meksyk | Liga MX          | 8     | 0      |
| 2015/2016 | Club Tijuana       | Meksyk | Liga MX          |       |        |